# 福渡駅
福渡駅（ふくわたりえき）は、岡山県岡山市北区建部町福渡にある、西日本旅客鉄道（JR西日本）津山線の駅である。
岡山市北区建部地域地区（旧御津郡建部町）の中心駅である。上下方向に当駅始発列車がある。

## 歴史
- 1898年（明治31年）12月21日：中国鉄道本線（現在の津山線）開業と同時に設置[1]。
- 1944年（昭和19年）6月1日：中国鉄道の鉄道部門が国有化され、運輸通信省（後の日本国有鉄道）津山線の駅となる[1]。
- 1971年（昭和46年）11月15日：貨物の取り扱いを廃止[1]。
- 1984年（昭和59年）2月1日：荷物扱い廃止[1]。
- 1987年（昭和62年）4月1日：国鉄分割民営化により、西日本旅客鉄道の駅となる[1]。
- 2011年（平成23年）6月1日：無人化[2]。

## 駅構造
単式ホーム1面1線と島式ホーム1面2線、計2面3線のホームを持ち行違い・折返しが可能な地上駅。木造駅舎が単式の1番のりば側にあり、島式の2・3番のりばへは跨線橋で連絡している。島式ホームには待合室が置かれる。
岡山駅が管理する無人駅。2011年まではジェイアール西日本岡山メンテック（現：JR西日本岡山メンテック）が駅業務を受託する業務委託駅であり、日中の一部時間帯のみ出札窓口が営業されていた。なお、駅舎内には自動券売機が設置されている。

### のりば
| のりば | 路線   | 方向 | 行先           | 備考                |
| ------ | ------ | ---- | -------------- | ------------------- |
| 1      | 津山線 | 上り | 津山・鳥取方面 | 当駅始発は3番のりば |
| 2・3   | 津山線 | 下り | 岡山方面       |                     |

付記事項
- 1番のりばが上り本線、2番のりばが下り本線、3番のりばが上下副本線であるが、1番のりばは岡山方面への折り返しにも対応している。2010年3月12日までは昼間に1番のりばで折り返す列車があったが、翌日から当該列車は運転区間が短縮され金川駅での折り返しとなった。折り返し列車は3番のりばを使用する。
- 津山線の途中駅では唯一、上下線で本線が分かれている。

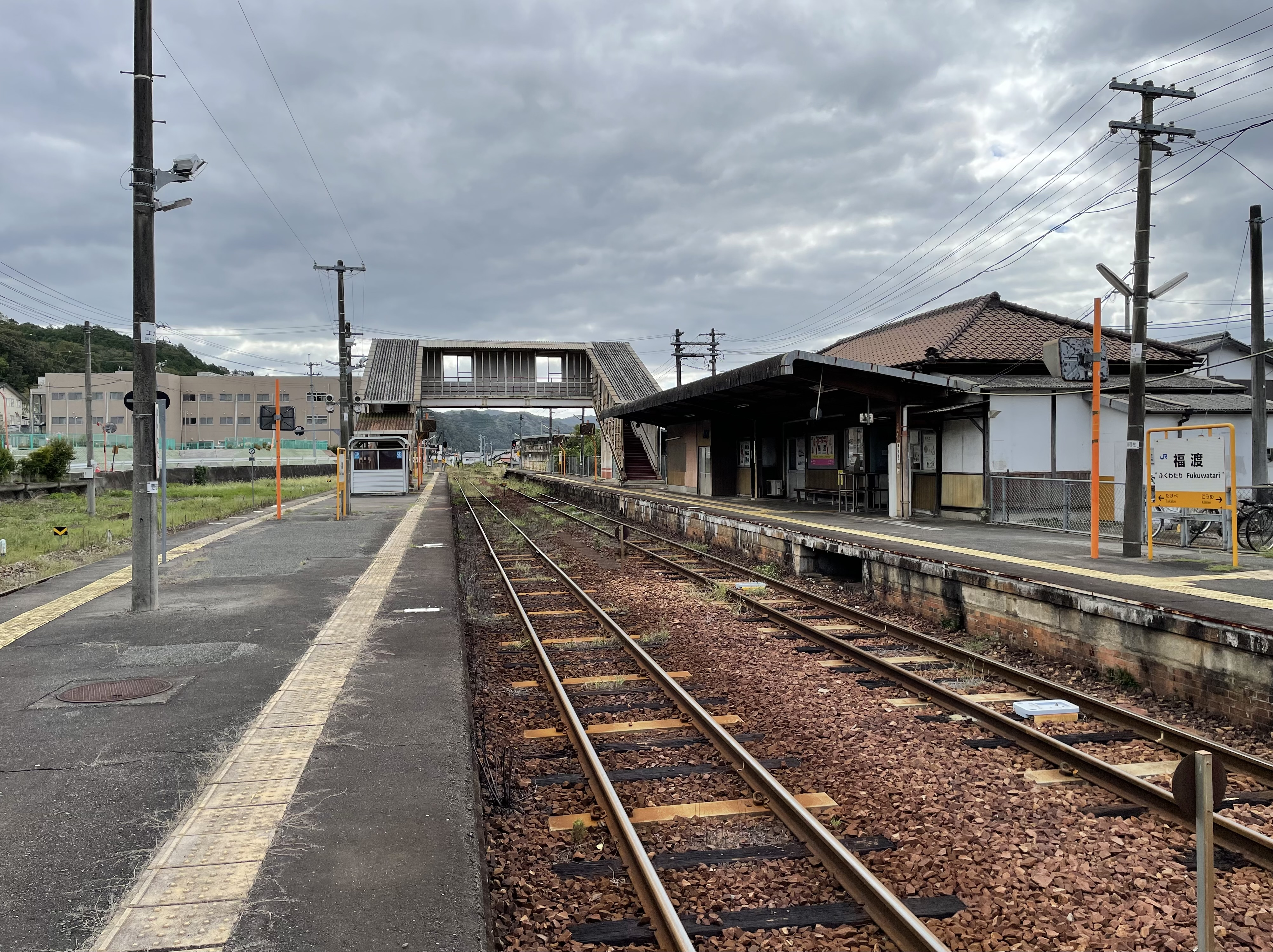
構内（2024年10月）
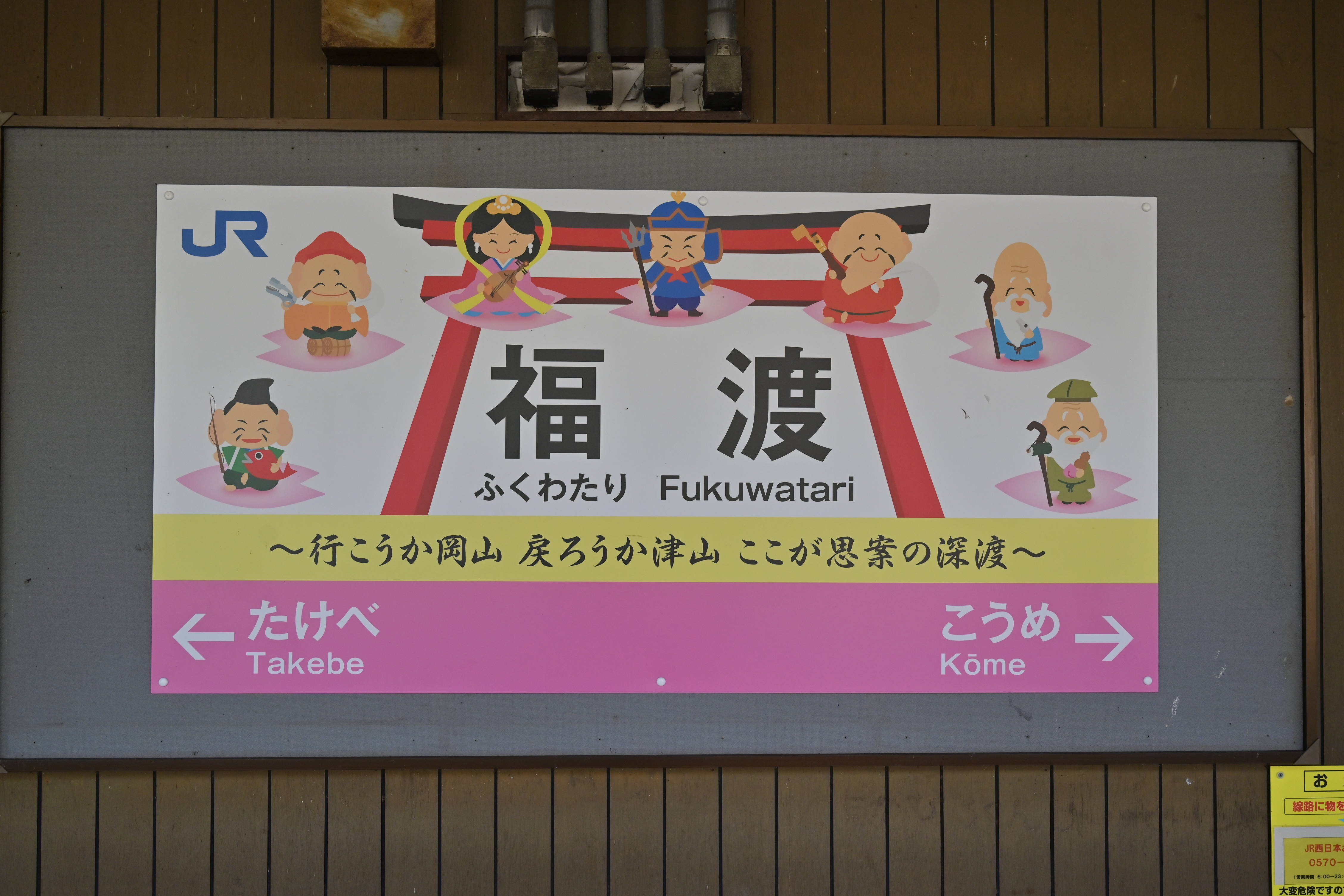
七福神のイラストが描かれた駅名標（2022年10月）

## 利用状況
1日の平均乗車人員は以下の通りである。
| 乗車人員推移 | 乗車人員推移 |
| 年度         | 1日平均人数  |
| ------------ | ------------ |
| 1999         | 443          |
| 2000         | 420          |
| 2001         | 386          |
| 2002         | 378          |
| 2003         | 410          |
| 2004         | 398          |
| 2005         | 374          |
| 2006         | 312          |
| 2007         | 273          |
| 2008         | 269          |
| 2009         | 266          |
| 2010         | 261          |
| 2011         | 258          |
| 2012         | 238          |
| 2013         | 239          |
| 2014         | 243          |
| 2015         | 272          |
| 2016         | 284          |
| 2017         | 264          |
| 2018         | 261          |
| 2019         | 267          |
| 2020         | 230          |
| 2021         | 220          |

## 駅周辺
駅前には福渡商店街がある。
- 岡山市北区役所建部支所（旧建部町役場）
  - 北区北保健センター建部支所
- 岡山市北消防署建部出張所
- 岡山市久米南町組合立国民健康保険福渡病院
- 岡山北警察署福渡駐在所
- 福渡郵便局
- 中国銀行福渡支店
- トマト銀行福渡支店
- 国道53号
- 国道484号
- 岡山県道423号福渡停車場線
- 八幡温泉郷

### バス路線
- 御津・建部コミュニティバス

## 隣の駅
西日本旅客鉄道（JR西日本）
 津山線
■快速「ことぶき」（津山駅 - 岡山駅間快速、下記以外の列車）
弓削駅  - 福渡駅 - （一部建部駅） - 金川駅
■快速「ことぶき」（福渡駅 - 岡山駅間快速、下り1本のみ）
神目駅 → 福渡駅 → 金川駅
■快速「ことぶき」（津山駅 - 福渡駅間快速、下り1本のみ）
弓削駅 → 福渡駅 → 建部駅
■普通
神目駅 - 福渡駅 - 建部駅